# Ана Котевска
Мр. Ана Котевска (Струмица, Северна Македонија, 18. март 1947.) је југословенска награђивана музиколошкиња, музичка критичарка, чланица Удружења композитора Србије, председница Музиколошког друштва Србије, чланица Уметничког већа БЕМУС-а, чланица НУНС-а, Европског покрета у Србији и Удружења франкофоних новинара. 

## Биографија
Ана Котевска је дипомирала 1970. године на Одсеку за компаративну књижевност са теоријом на Филилошком факултету и 1971. године на Катедри за музикологију на Факултету музичке уметности Универзитета у Београду. Као стипендисткиња француске владе на париском Универзитету Сорбона, на Катедри за филозофију и естетику 1974. године одбранила је докторску тезу трећег циклуса „La notion de danse chez Ravel“ („ Појам игре у делу Мориса Равела“) код Владимира Јанкелевича, која је у Србији нострификована као магистарски рад. 
Ана се музичком критиком бави континуирано од 1968. године. До 1994. године радила је као  музичка критичарка и уредница на Другом програму и Трећем програму Радио Београда. На Другом програму је била и заменица главног и одговорног уредника за музику.
Због супротстављања уредничким политикама обојеним страначким припадањем, чланства у Независном синдикату РТБ-а, приступања Београдском кругу и НУНС-у, Ана Котевска је упућена на принудни одмор на Радио Београду 1994. године и ушла у судски процес покренут по њеној тужби, који је добила 1999. године. 
У Дневнику РТС-а емитованом 9. априла 1992. године у коме је Војислав Шешељ поименце таргетирао новинаре у својој „листи за одстрел“ нашло се и име Ане Котевске. Тада је почела да добија свакодневне телефонске претње да ће јој убити дете и да јој је испод аутомобила постављена бомба.
„Наш син је ишао у специјалну школу, до које, од наше куће није постојао никакав превоз. И да би се он тако школовао, чували смо тај бензин, возили га и враћали њега и његове другаре кућама. Од једног тренутка је свако јутро звао један исти глас и говорио: ставили смо ти кашикару испод Реноа. И онда је Бацко свако јутро легао под наша кола, од понедељка до петка, суботом и недељом није било школе, и гледао има ли нешто сумњиво“.— Ана Котевска, http://www.audioifotoarhiv.com/gosti%20sajta/AnaKotevska.html
Након одласка са Радио Београда, Ана је радила као уредница и издавачица музичког месечника „BIS“ а затим и као директорка Музичког информативног центра СОКОЈ-а, руководилац Легата Јосип Славенски, издавач интернационалног часописа „Нови звук“ чија је чланица редакције од оснивања. Године  2013. изабрана је за председницу Музиколошког друштва Србије и ту функцију је обављала до 2022 године. Иницијатрока је, водитељка и повремена учесница  циклуса Трибина Нова дела. У оквиру Међународног кампа Музичке омладине  у Грожњану држала је курсеве о феноменима југословенске, српске и француске музике. На Конзерваторијуму у Дакару је држала курс о музичком импресионизму а на Катедри за музикологију Факултета музичке уметности у Београду циклус предавања на тему импресионизма.
Радила је пет година као селекторка музичког програма фестивала Град Театар у Будви и Међународне трибина композитора у Београду. 
Од 1977. године писала је музичке критике у листовима „Политика“ и „Борба“ али 1996. али због политичких и етичких разилажења са њима прекинула је сарадњу. 
Након смрти сина Дамјана Диклића, који је био глумац са Дауновим синдромом и играо представе у Театру Лево и у позориштима у Белгији и Француској (на француском језику)  , Ана Котевска са супругом основала је Награду „Дамјан Диклић“ за најбољу фотографију о животу и инклузији особа са посебним потребама, коју Новинска агенција Бета додељује једном годишње.
Фестивал БУНТ је у свој програм уврстио „Дан Дамјана Диклића“.
Удата је за новинара, бившег амбасадора, носиоца француског ордена и председника Европског покрета у Србији, Радомира Диклића Бацка. 

## Музиколошки рад
На приступ музичкој критици Ане Котевске је, поред либералних окружења у којима је стицала образовање, утицао и рад у медијима где је третирала актуелне друштвене теме. Она приступа музичком делу не само са аспекта партитуре већ и биографије ствараоца, ранијих извођења дела, доживљаја конкретног концертног извођења који укуључује и продукцију. У својим текстовима се труди да разбије стереотипне језичке формулације и остави читаоцу могућност да се изненади и на тај начин га укључи у откривање музике, што је један од креативних потенцијала музикологије.  
Њене радијске емисије конципиране као тематски есеји су били прозор у мање истраживане аспекте значајних поглавља из историје музике као на пример циклус емисија „Маске, вода и игре“. У циклусу „Копмаративна дискографија“ бавила се проблематиком интерпретације музике осветљавајући њен утицај/последице на музичко дело. Кроз дневне емисије „Хроника“ на Трећем програму и „Музички недељник“ на Другом програму Радио Београда Ана се бавила развојем музичке критике на радију и формирала круг специјализованих критичара за одређене области. 
„Поједностављено ћу рећи да сам музикологију доживљавала више као активну него реактивну дисциплину и надам се да сам то показала и својим ставом. Многи наши музиколози данас по својим резултатима имају пуно право да заузму место међу ствараоцима.“— Ана Котевска, http://www.audioifotoarhiv.com/gosti%20sajta/AnaKotevska/Radna_biografija_Ane_Kotevske.pdf
Године 1983. Ана Котевска одлази са супругом  у Африку где започиње дугогодишње бављење облицима традиционалних музичких пракси Западне Африке. Та истраживања су продубила њена сазнања о музици као пратиоцу и антиципатору друштвених и политичких процеса кроз миграције и међусобне утицаје али и о антрополошком аспекту музикологије. 
У својој књизи „ Исечци са краја века: музичке критике и (не)критичко мишљење (1992-1996)“ Ана даје хронологију концертног живота у ратно време. Она као музичка критичарка задржава континуитет продукције текстова без уступака званичном политичком наративу који, објављени у овој књизи, остају као историјски запис о стању културе у време ригорозних санкција и медијске цензуре. У тим околностима она није одустала од етичких кодекса професије те помиње и хладне концертне дворане, малу посећеност и квалитет одабира извођача. 

## Најважнији објављени радови
- “Жути звук Василија Кандинског“, Звук, Сарајево, 1983/2, стр. 86-89
- „Принцип хијерархије (старешинства) традиционалних музичких вредности као начин очувања културног идентитета у Западној Африци“, Нови Звук, II / 1993, стр 35 -41
- „Крај века и аутономија цитата : Музика Иване Стефановић за балет Исидора“, Музиколошки институт САНУ, Београд,  1995, стр 406 - 415
- „The Voice of the Mask, The Mask of the Voice : A Specific Musical Resource of Western Africа“, Exclusivity and Coexistence, Faculty of Music, Belgrade,1997,  стр 167 – 174
- „ Павле Стефановић о Јосипу Славенском : Од манифеста до сумње“, Јосип Славенски и његово доба, СОКОЈ-МИЦ, ФМУ и Музиколошки институт САНУ, Београд, 2006, стр 100-119
- „Živi eksponati afro muz/ej/ike“, AFRIKA, studije umetnosti i kulture, 1/2009, Muzej Afričke umetnosti, Beograd, стр 11-28
- „Маркирање аутобиографских и аутопоетичких координата у необјављеном путопису Николе Херцигоње Скице из Рима, август 1944.“,  Никола Херцигоња (1911-2000) : Човек, дело, време, Музиколошко друштво Србије, Београд, 2011, стр 27-43
- „Jer JA, to je neko drugi“ : Poetsko-muzičke drame Isidore Žebeljan i Matijasa Pinčera(Pintscher), Teatron, 2010.

- „Компоновање звучних отисака градова. Примери из радиофонског стваралаштва Иване Стефановић“, Радио и српска музика, Музиколошки институт САНУ, Београд,  2015, стр 115-129
- „Павле Стефановић и Југословенска музичка трибина у Опатији : од проактивног оснивача до реактивног хроничара и верног промотера“, Павле Стефановић :  О укусима се расправља, Музиколошко друштво србије и Факултет музичке уметности, Београд, 2017, стр 207-223.
- „ Флуктуирајуће путање југословенског музичког модернизма : Југословенски павиљон и национални дани на Светској изложби (Expo 58) у Бриселу“ , Југословенска идеја у/о музици, Музиколошко друштво Србије и Матица српска, Београд-Нови Сад, 2019, стр 32-51
- „ Naracija koja ne priča priče : Radiofonska poema Veliki kamen Ivane Stefanović, Tribine Novi zvučni prostori, Centar za muzičku akciju i RTS Izdavaštvo, Beograd, 2019, стр 283-266
- „Гледајући (кроз) огледала Срђана Хофмана“, Огледала : Музички свет Срђана Хофмана, Универзитет уметности и ФМУ, Београд, 2024, стр 292-318

## Књиге
- Ана Котевска, „ Исечци са краја века: музичке критике и (не)критичко мишљење (1992-1996)“, Београд, Clio, 2017, ISBN: 978-86-7102-571-3
- Ана Котевска, Бојана Жижић, Јасмина Зец,  „KontAkt“, Beograd : Čigoja štampa, 1998, COBISS.SR-ID - 135478023

## Награде
- Специјална награда на Првом међународном такмичењу музичких критичара у Паризу 1974. године
- [12]Награда за емисију „Confiteor – radiofonski portret Nikole Hercigonje“ на Југословенској недељи радија у Охриду 1988. године